# NGC 339
NGC 339 es un cúmulo globular en la constelación de Tucana. Se encuentra tanto visual como físicamente en la Pequeña Nube de Magallanes, a tan solo unos 11,000 años luz más cerca que la nube o a 189,000 años luz.. Fue descubierto por John Herschel el 18 de septiembre de 1835.  Fue observado en 2005 por el Telescopio Espacial Hubble. Su magnitud aparente en la banda B es de 12,1,2 pero a esta longitud de onda, presenta una extinción interestelar de 0,19 magnitudes. 
NGC 339 tiene aproximadamente 6.300 millones de años. Es de tipo VIII ,Su masa estimada es de 57,000 masas solares y su luminosidad total es 72,000L ☉, tiene una ascensión recta de 00h 57m 45.5s , tiene una declinación de -74° 28' 20", lo que da como resultado una relación masa-luminosidad de 0,79 M  / L ☉. En igualdad , los cúmulos estelares antiguos tienen relaciones masa-luminosidad altas y una dimensión aparente 2.2 arcosegundos y un radio de 119 al.

## Galería

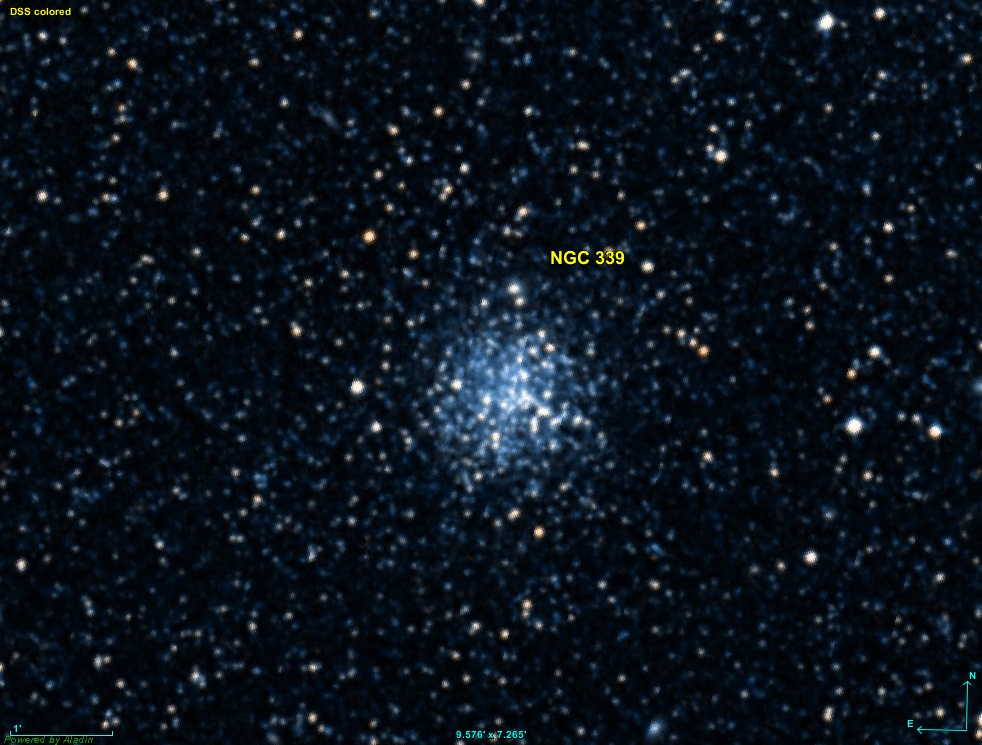
NGC 339 (SDSS)
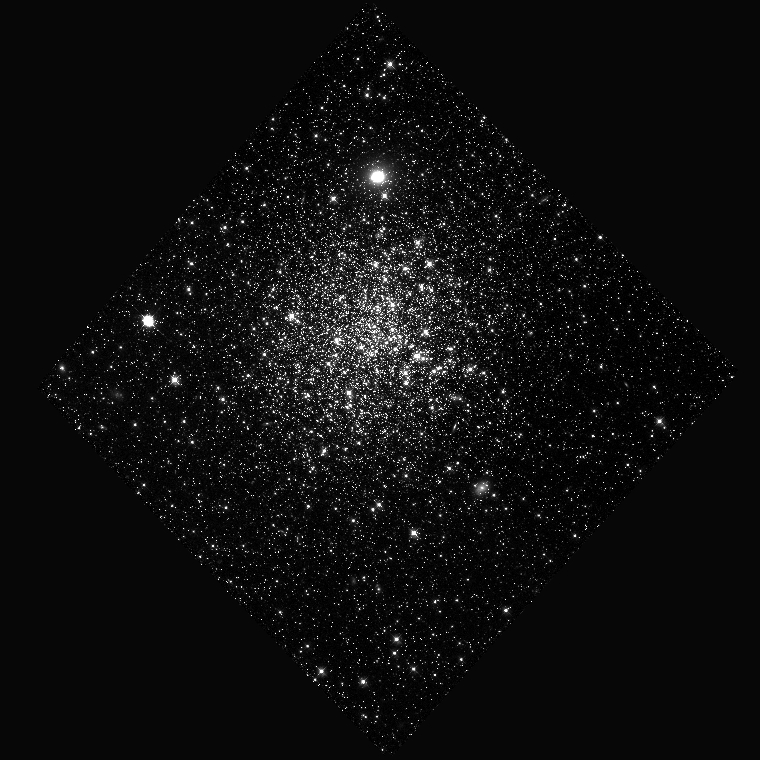
NGC 339 (HST)